# Setembrino Petri
Setembrino Petri (Amparo, 25 de setembro de 1922 – São Paulo, 01 de março de 2023) foi um naturalista, geólogo, pesquisador e professor universitário brasileiro.
Comendador da Ordem Nacional do Mérito Científico e o mais antigo membro titular da Academia Brasileira de Ciências, Petri professor emérito da Universidade de São Paulo, onde realizava pesquisas no nível da pós-graduação, em especial, na área de micropaleontologia. O Laboratório de Micropaleontologia do Instituto de Geociências da USP carrega seu nome. Era um dos professores mais antigos ainda em atividade na universidade, tendo sido também o primeiro presidente da Fundação Universitária para o Vestibular (FUVEST).

## Biografia
Setembrino era natural de Amparo, interior de São Paulo, cidade que recebeu contingente significativo de imigrantes italianos no final do século XIX devido à atividade cafeeira na região. Era filho de Berlingeri Petri e Joanna Peccinini Petri, nascida em Limeira. Estudou no Grupo Escolar do Estado de São Paulo em Amparo, por quatro anos, estudando mais 5 anos no Ginásio do Estado de São Paulo.
Ainda criança, Petri se embrenhava no mato, onde reconstituía os esqueletos dos animais mortos que encontrava soterrados, examinava as plantas e rochas.
| “ | Enfim, vivia a vida de um naturalista em escala infantil. Depois a faculdade me ensinou a sistematizar o conhecimento e a fazer ciência. | ” |

## Carreira
Ingressou na então Faculdade de Filosofia, Ciências e Letras da Universidade de São Paulo, formando-se em 1944 no curso de História Natural. Defendeu em 1948, na mesma instituição, sua tese de doutorado intitulada Contribuição ao Estudo do Devoniano Paranaense, sob orientação do Prof. Dr. Viktor Leinz, geólogo pioneiro no Brasil. A tese visava ampliar o conhecimento sobre a estratigrafia do Devoniano, até aquele momento pouco conhecida.
Enquanto professor e pesquisador do Instituto de Geociências, formou 14 mestres e 15 doutores. Participou do Comitê Assessor de Ciências da Terra do CNPq de 1990 a 1993 sendo que, de 1992 a 1993, foi seu Coordenador. Tem ampla experiência em Geociências, com ênfase em estratigrafia, principalmente do estado de São Paulo, micropaleontologia, com ênfase em foraminíferos; e bioestratigrafia e Bacia do Paraná.
Atuou como pesquisador e professor no Instituto de Geociências mesmo depois de sua aposentadoria, em 1985, atuando então apenas na pós-graduação da instituição. Foi também presidente da Sociedade Brasileira de Geologia em 1965; diretor do Centro de Pesquisas Geocronológicas do Instituto Geológico da USP, de 1969 a 1974; diretor do Instituto de Geociências da USP, de 1974 a 1978; diretor do Museu Paulista da USP, de 1969 a 1974; presidente da Fundação Universitária para o Vestibular (FUVEST) da USP, de 1976 a 1983 e; coordenador do Vestibular da FUVEST em 1979, 1982 e 1983.
Foi membro da Academia Brasileira de Ciências, Academia de Ciências do Estado de São Paulo, Sociedade Brasileira de Geologia, Sociedade Brasileira de Paleontologia e Associação Brasileira Quaternário (ABEQUA).

## Morte
Setembrino morreu em 1 de março de 2023, aos 100 anos de idade, na capital paulista.

## Prêmios e títulos
- 2019 - Professor homenageado pela contribuição à ciência no Workshop on Environmental Biomonitoring: Foraminifera and their use in environmental assessment - BioFom
- 2013 - Presidente Honorário, 6th Latin American Congress of Sedimentology.
- 2013 - Comemoração 80 anos de atividade - Diploma de mérito, CREA-SP.
- 2012 - Professor Homenageado pela contribuição à ciência, I Workshop de estudos avançados em Astro e Paleontologia-.
- 2010 - Promovido à Classe Grã-Cruz por suas contribuições à Ciência e à Tecnologia, Ordem Nacional do Mérito Científico.
- 2009 - Medalha de Ouro Orville Derby pelo desenvolvimento de pesquisa científica de mérito reconhecido, Sociedade Brasileira de Geologia.
- 2008 - Comenda Israel Charles White pelas relevantes contribuições prestadas ao conhecimento sobre a Geologia da Bacia Sedimentar do Paraná, Sociedade Brasileira de Geologia, Núcleo Paraná.
- 2007 - Congratulações pelos 60 anos da publicação "Contribuição ao estudo do Devoniano do Paraná" - Bol. 129 da Div. Geol. Min. do DNPM, cuja posição litoestratigráfica do Devoniano paranaense ainda é válida, IV Simpósio de Cronoestratigrafia da Bacia do Paraná..
- 2007 - Lançamento do livro "50 anos da criação do Curso de Geologia da USP". Prêmio sob forma de medalha de nióbio por ser antigo diretor e ser professor emérito do Instituto., Universidade de São Paulo.
- 2006 - Prêmio concedido pela Sociedade Brasileira de Geologia, por ocasião da Comemoração dos 60 anos da criação da Sociedade (1946-2006) pela 'Inestimável Contribuição como Presidente da Socedade, na gestão 1966', Sociedade Brasileira de Geologia.
- 2006 - Escolhido em eleição da Congregação, como Professor Representativo do Instituto de Geociências da USP, solicitado a este Instituto pela Reitoria da USP, em comemoração aos 70 anos de Fundação da Uniersidade de São Paulo, em 1934., Universidade de São Paulo.
- 2003 - Laboratório de Micropaleontologia Setembrino Petri, IGC/USP.
- 2003 - Prêmio Petrobrás 50 anos - pelas pesquisas pioneiras e pelo 1* zoneamento biostratigráfico de bacias costeiras brasileiras em 1954, Petrobrás.
- 2001 - Homenagem (diploma e placa) do Dia do Paleontólogo, Sociedade Brasileira de Paleontologia.
- 2001 - Diploma e placa comemorativa pela Sociedade Brasileira de Paleontologia, no dia do paleontólogo, no Rio de Janeiro., Sociedade Brasileira de Paleontologia.
- 2001 - Homenageado pelos Drs. Dias-Brito, D.; Musacchio, E.A.; Castro,J.C.; Maranhão,M.S.A.S.; Suarez, J.M. & Rodrigues, R. espécie nova Ilyocypris setembrinopetrii
- 1999 - Homenageado com a Sala de Ciências Setembrino Petri, UniABC.
- 1998 - Comendador - Ministério da Ciência e Tecnologia, concedido pelo Presidente da República.
- 1997 - Sócio Honorário, Sociedade Brasileira de Geologia.
- 1996 - Homenagem pela professora Diana Mussa, L. Borghi, S. Bergamaschi, G. Schubert, E. Pereira & M.A.C. Pereira.
- 1996 - Diploma de Honra ao Mérito, Simpósio Silurodevoniano América do Sul.
- 1995 - Professor Emérito, Instituto de Geociências-USP.
- 1994 - Medalha de Mérito, Sistema CONFEA-CREA.
- 1992 - Diploma e Placa comemorativa em reconhecimento à relevante e exemplar contribuição à Geologia do Brasil, I Simpósio Cretáceo do Brasil.
- 1990 - Paleontólogo Paulista Emérito, Núcleo São Paulo/Paraná-Sociedade Brasileira de Paleontologia.
- 1987 - Paraninfo da XXXVI Turma de Geologia - USP, IGc/USP.
- 1983 - Prêmio Jabuti - livro Geologia do Brasil (Fanerozóico) - Câmara Brasileira do Livro
- 1981 - Homenageado pelos Drs. I Damiani Pinto & I. Pulper, com um novo gênero de ostracode devoniano da Bolívia
- 1972 - Homenageado pelo Dr. Irajá Damiani Pinto, em trabalho de 1972 com uma espécie nova de coral do Carbonífero da Bacia do Amazonas, .
- 1969 - Medalha de ouro José e Silva - Sociedade Brasileira de Geologia - Prefeitura de Santos.
- 1959 - Homenageado pelo Dr. Josué Camargo Mendes em trabalho de 1959, com uma espécie nova de braquiópode do Carbonífero do Amazonas, Kozlowskia petrii
- 1953 - Medalha de ouro José  e Silva - Sociedade Brasileira de Geologia
- 1949 - Homenagem pelo Dr. Octávio Barbosa, em trabalho de 1949, com uma espécie nova de planta do Devoniano do Paraná, redenominada por Sommer (1954)